# Ossietzky (Zeitschrift)
Ossietzky ist eine in Berlin erscheinende antimilitaristische, pazifistische „Zweiwochenschrift für Politik / Kultur / Wirtschaft“. Die Zeitschrift ist nach Carl von Ossietzky benannt. Sie ist über spezialisierte Buchhandlungen oder im Abonnement erhältlich. Die Auflage pro Ausgabe beträgt ca. 2000 Exemplare.
Das Blatt wurde 1997 vom Journalisten Eckart Spoo (1936–2016) gegründet, der bis 2013 auch als verantwortlicher Redakteur fungierte. Ossietzky wird von Matthias Biskupek, Rainer Butenschön, Daniela Dahn, Rolf Gössner, Ulla Jelpke und Otto Köhler herausgegeben. Spoo war neben seiner Nachfolgerin Katrin Kusche weiter Mitglied der Redaktion. Daniela Dahn, Ralph Hartmann, Dietrich Kittner, Monika Köhler, Lothar Kusche, Otto Meyer, Jürgen Rose, Peter Turrini, Gerhard Zwerenz und Ingrid Zwerenz sind bzw. waren ständige Mitarbeiter.
Sie lehnt sich inhaltlich und in ihrer Aufmachung eng an das Vorbild Die Weltbühne aus der Weimarer Republik an. Als die Herausgeber im September 1997 das Erscheinen der Zeitschrift ankündigten, wurde noch davon ausgegangen, dass das Blatt den Namen Weltbühne tragen würde. Nach Angaben Spoos hatte der frühere Herausgeber und Chefredakteur der bis 1993 in Ost-Berlin erschienenen Weltbühne, Helmut Reinhardt, den Ossietzky-Herausgebern zugesichert, dass er die Titelrechte an dem Namen besitze und sie dem neuen Projekt überlassen würde. Nachdem die Neugründung der Weltbühne angekündigt worden war, erhoben mehrere Seiten rechtliche Einwände gegen die Titelnutzung, u. a. Peter Jacobsohn, der in den USA lebende Sohn des Weltbühne-Begründers Siegfried Jacobsohn. Die Herausgeber verzichteten darauf, sich in juristische Auseinandersetzungen einzulassen, und änderten den Namen der Zeitschrift in Ossietzky.
Zunächst erschien die Zeitschrift in Hannover, wo heute noch der Verlag Ossietzky seinen Sitz hat; im Jahr 2000 wurde der Sitz der Redaktion nach Berlin verlegt. Die Zeitschrift ist eine Kooperationspartnerin des Internetportals Linksnet.

## Autoren
In Ossietzky schrieben bisher u. a.:
- Kai Agthe
- Wilma Ruth Albrecht
- Herbert Altenburg
- Oskar Ansull
- Peter Arlt
- Uri Avnery
- Angelika Baier
- Matin Baraki
- Rolf Becker
- Gerd Bedszent
- Christel Berger
- Horst Bethge
- Wolfgang Beutin
- Werner Biermann
- Matthias Biskupek
- Wolfgang Bittner
- Susanna Böhme-Kuby
- Marc-Thomas Bock
- Werner Boldt
- Heinz-J. Bontrup
- Dieter Braeg
- Volker Bräutigam
- Reiner Braun
- Hubert Brieden
- Olaf Brühl
- Rainer Butenschön
- Christoph Butterwegge
- Daniela Dahn
- Sevim Dağdelen
- Rüdiger Dammann
- Anne Dessau
- Diether Dehm
- Reiner Diederich
- Ralph Dobrawa
- Wolfgang Eckert
- Wolfgang Ehmke
- Gerhard Feldauer
- Heinrich Fink
- Vera Friedländer
- Georg Fülberth
- Wolf Gauer
- Gabriele Gillen
- Rolf Gössner
- Tilo Gräser
- Daniil Granin
- Annette Groth
- Victor Grossmann
- Verena Grundmann
- Joachim Guillard[5][6]
- Sergej Guk
- Wolfgang Haible
- Heinrich Hannover
- Klaus Hansen
- Michael Hartmann
- Ralph Hartmann
- Klaus Haupt
- Ingeborg Hecht
- Wolfgang Helfritsch
- Renate Hennecke
- Michael Hepp
- Lutz Herden
- Volker Hermsdorf
- Bernd Hesslein
- Therese Hörnigk
- Hartwig Hohnsbein
- Heidrun Jänchen
- Hans Jacobus
- Reinhard Jellen
- Ulla Jelpke
- Walter Kaufmann
- Alp Kayserilioğlu
- Sabine Kebir
- Heinz Kersten
- Dietrich Kittner
- Arno Klönne
- Michael Klundt
- Heinz Knobloch
- Monika Köhler
- Otto Köhler
- Johann-Günther König
- Karla Koriander
- Leonhard Kossuth
- Helmut Kramer
- Jürgen Krause
- Harald Kretzschmar
- Hans Krieger
- Ferdinand Krogmann
- Günter Krone
- Stephan Krull
- Reinhard Kühnl
- Marion Küpker
- Thomas Kuczynski
- Karin Kulow
- Katrin Kusche
- Lothar Kusche
- Felicia Langer
- Martin Lemke
- Katja Leyrer
- Ursula Madrasch-Groschopp
- Joachim Maiworm
- Karol Mania
- Felix Mantel
- Mohssen Massarrat
- Uwe Meißner
- Otto Meyer
- Maria Michel
- Heinz Moll
- Ingo Müller
- Klaus Müller
- Till Müller-Heidelberg
- Kurt Nelhiebel
- Klaus Nilius
- Gisela Notz
- Manfred Orlick
- Rosalinde von Ossietzky-Palm
- Norman Paech
- Michael Parmentier
- Kurt Pätzold
- Klaus Pankow
- Heinrich Peuckmann
- Georg Rammer
- Käthe Reichel
- Jochen Reinert
- Anja Röhl
- Jürgen Rose
- Karl Heinz Roth
- Thomas Rothschild
- Werner Rügemer
- Rainer Rupp
- Uwe Ruprecht
- Rita Rosmarin
- Werner Ruf
- Heleno Saña
- Ulrich Sander
- Horst Schäfer
- Dieter Schenk
- Sabine Schiffer
- Carsten Schmitt
- Erasmus Schöffer
- Arnold Schölzel
- Renate Schoof
- Wolfgang Schreyer
- Katharina Schulze
- Sigurd Schulze
- Werner Schwab
- Günther Schwarberg
- Marcus Schwarzbach
- Hans See
- Kurt D. Singer
- Peter Söhren
- Manfred Sohn
- Urte Sperling
- Eckart Spoo
- Andreas Stahl
- Eike Stedefeldt
- Elke Steven
- Sonja Striegnitz
- Gerhard Stuby
- Conrad Taler
- Irene Teichmann
- Hermann Theisen
- Jochanan Trilse-Finkelstein
- Manfred Uesseler
- Klaus Vack
- Henning Venkse
- Jean Villain
- Karl-Heinz Walloch
- Günter Wallraff
- Franziska Walt
- Kai Weber
- Konstantin Wecker
- Helmut Weidemann
- Constanze Weinberg
- Erhard Weinholz
- Manfred Weißecker
- Wolfram Wette
- Manfred Wieninger
- Ulrike von Wiesenau
- Marja Winken
- Winfried Wolf
- Friedrich Wolff
- Winfried Wolk
- Jörg Wollenberg
- Jane Zahn
- Christophe Zerpka
- Daniela Ziegler
- Lothar Zieske
- Gerhard Zwerenz
- Ingrid Zwerenz